# Hans Zitzelsperger
Hans Zitzelsperger (* 3. April 1926; † 12. September 1998) war ein deutscher Architekt.

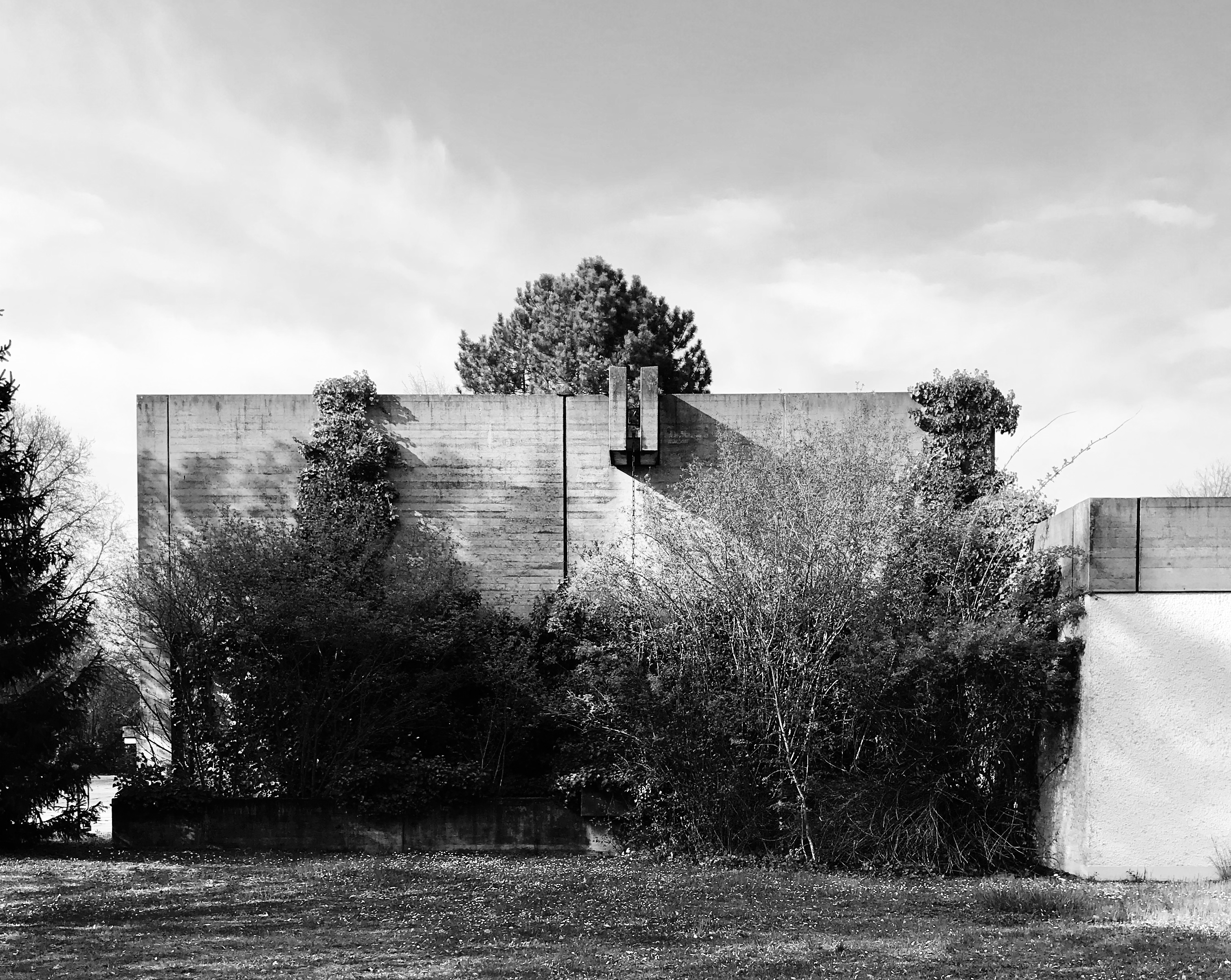
Ostfriedhof Ingolstadt, Mailing

## Werdegang
Hans Zitzelsperger verlor zwei Finger im Kriegsdienst, anschließend machte er das Notabitur. Danach studierte er Architektur an der Technischen Hochschule München, unter anderem bei Hans Döllgast.
Zitzelsperger malte auch  Aquarelle und Porträts. Am 12. September 1998 verstarb Hans Zitzelsperger im Alter von 72 Jahren.

## Bauten

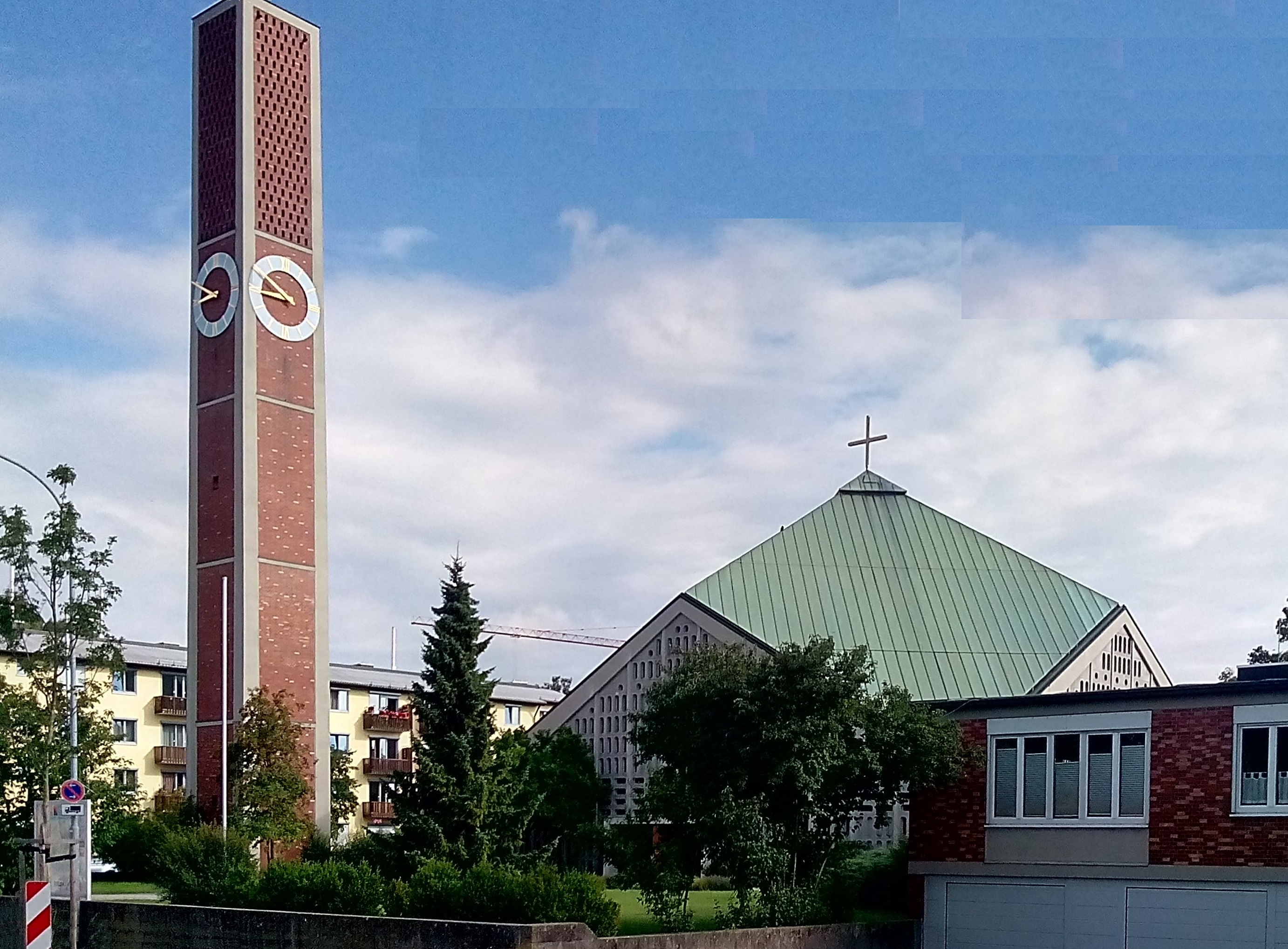
Kirche St. Augustin in Ingolstadt

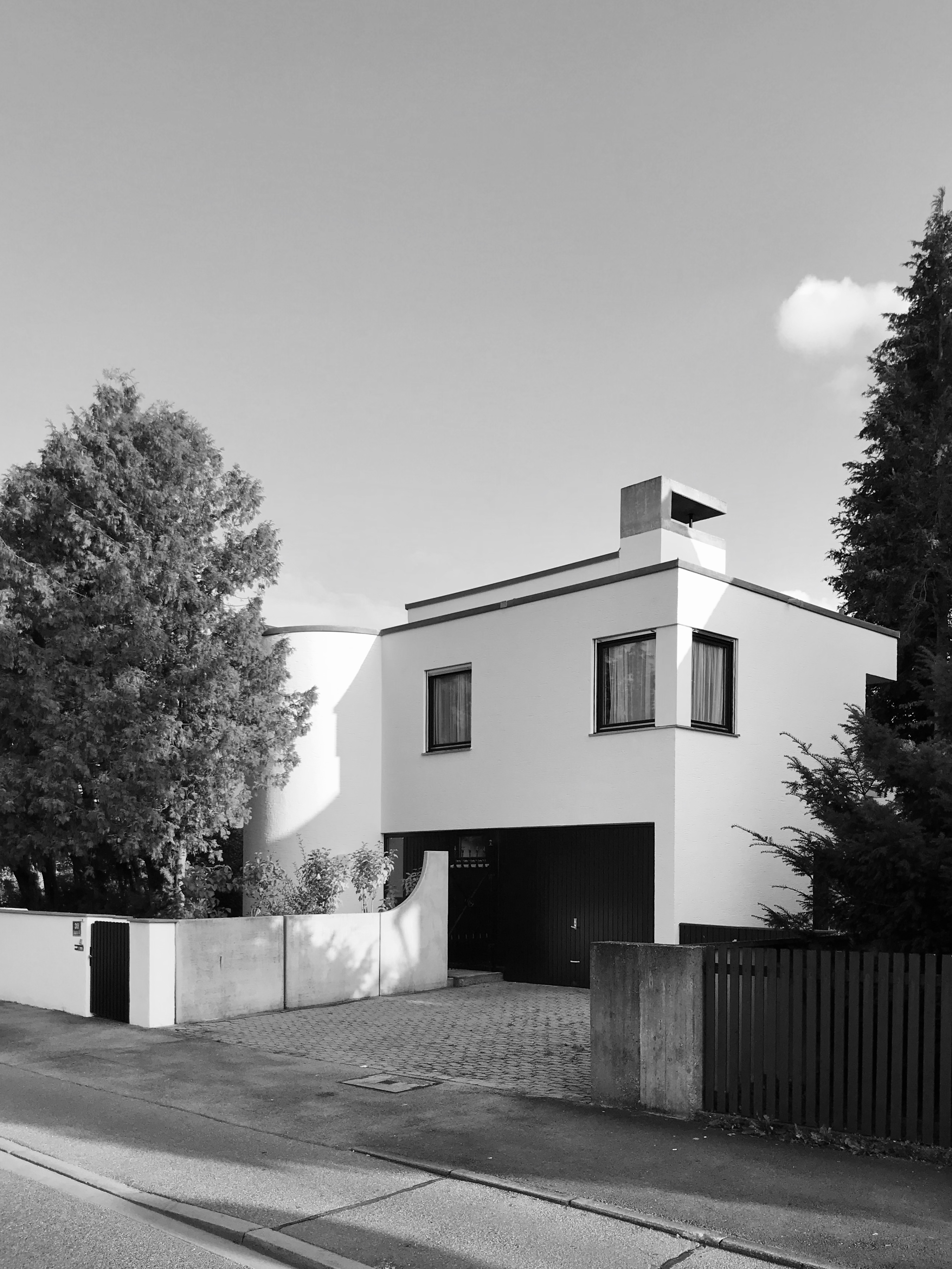
Haus Schmailzl in Ingolstadt

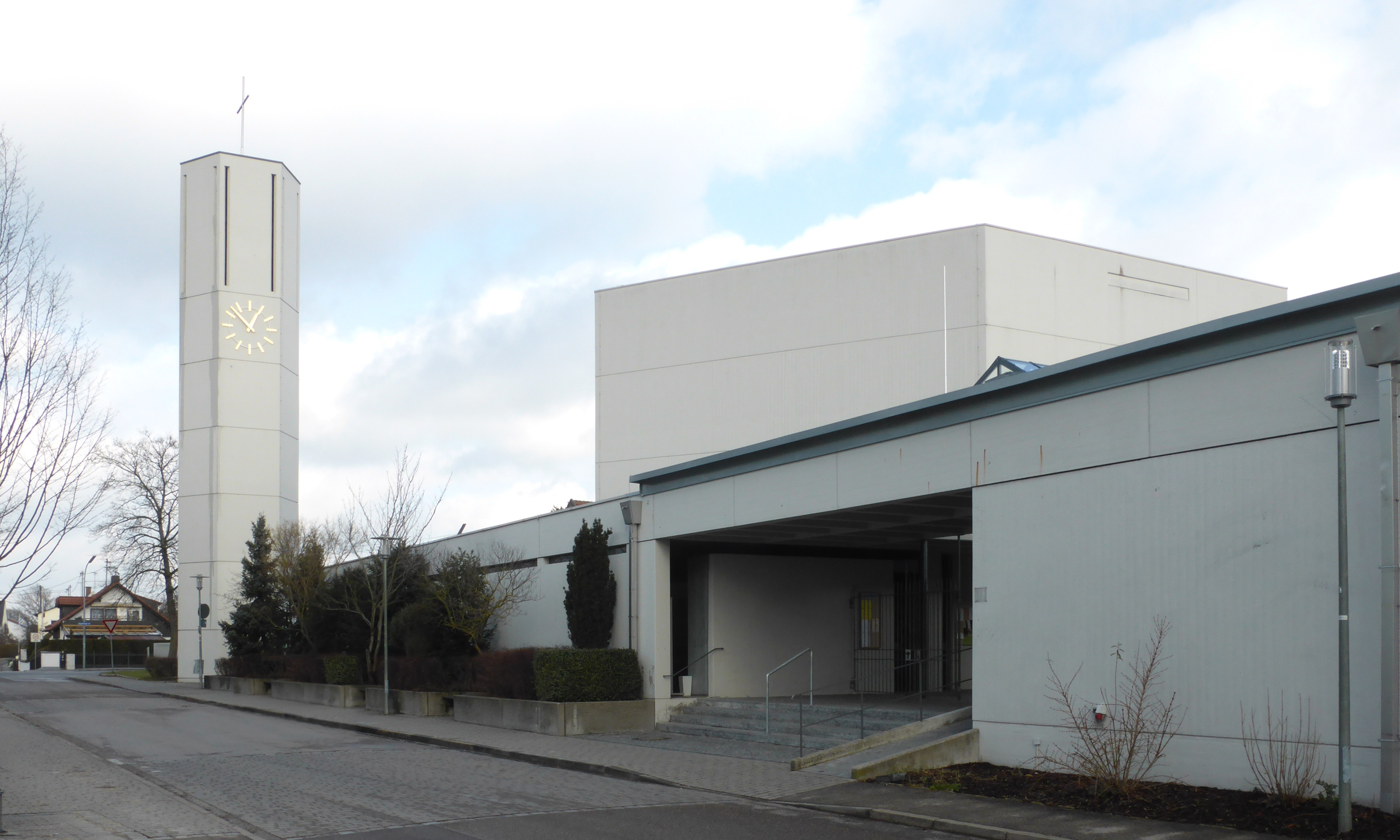
Kirche St. Martin in Mailing

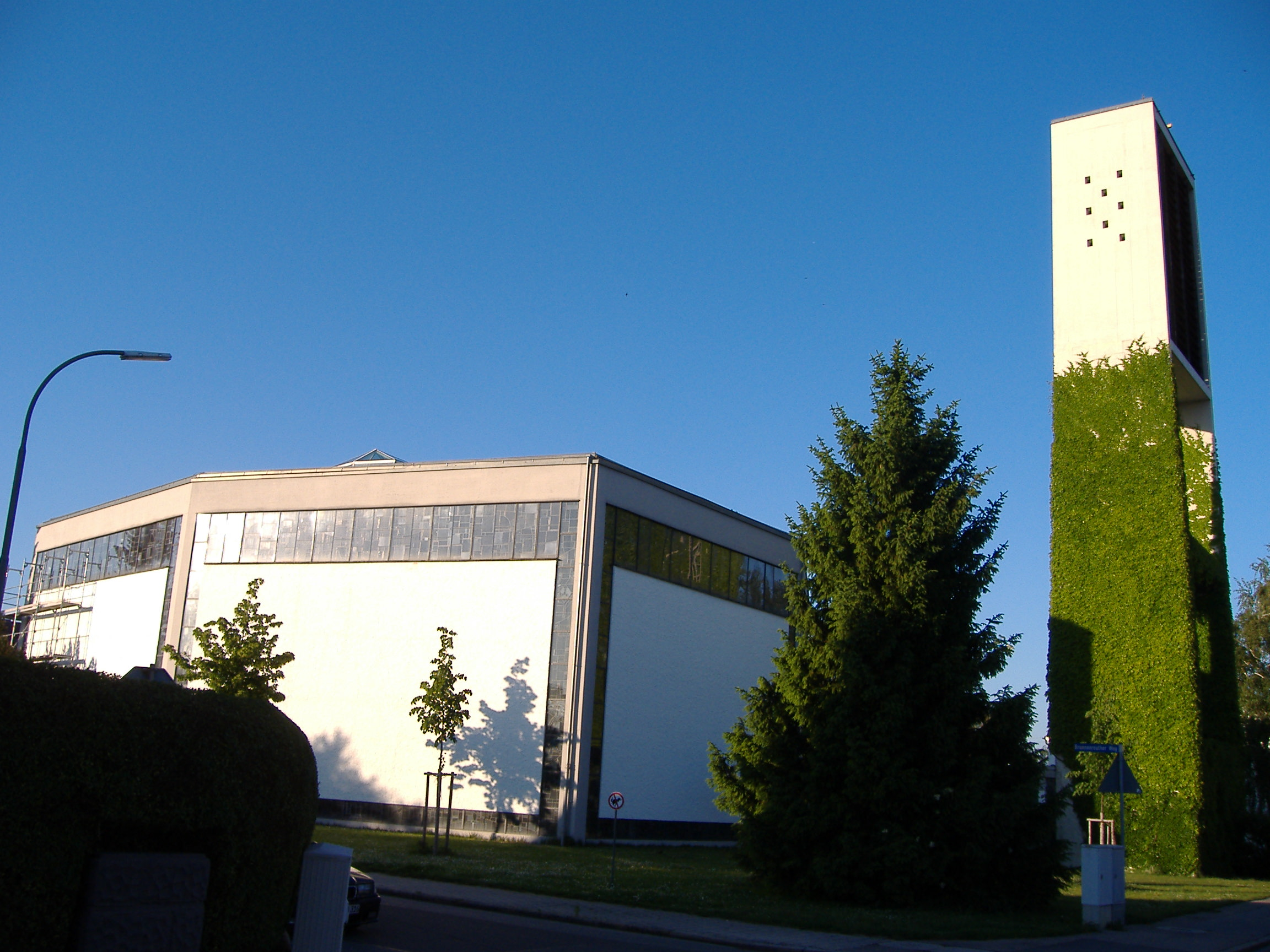
Herz-Jesu-Kirche in Ingolstadt

- 1957–1959: Kirche St. Augustin in Ingolstadt (mit Bildhauer Blasius Gerg)[1]
- 1959: Kindergarten St. Augustin in Ingolstadt (mit Maler Knut Schnurer)
- 1959: Haus Weinzierl in Ingolstadt (mit Franz Heckendorf)
- 1961: Haus Schmailzl in Ingolstadt
- 1961–1962: Herz-Jesu-Kirche in Ingolstadt (mit Künstler Max Wendl und Maler Knut Schnurer)[2][3]
- 1966: Auwaldseekapelle am Campingplatz-Auwaldsee bei Ingolstadt
- 1970: Schule in Rennertshofen (mit Josef Elfinger)
- 1970: Schule in Niederstimm (mit Josef Elfinger)
- 1970: Umbau des Hauses Karlsplatz 15 in Neuburg an der Donau
- um 1970: Ostfriedhof in Ingolstadt bzw. Mailing (mit Karl-Erwin Lutz und Künstler Pius Eichlinger)[4]
- 1968–1970: Kirche St. Martin in Mailing (mit Karl-Erwin Lutz)[5]
- 1971–1972: Sir-William-Herschel-Mittelschule in Ingolstadt (mit Elfinger und Zahn und W. O. Rausch; stark verändert)[6]
- 1972–1973: Kirche St. Laurentius in Schelldorf (mit Künstler Pius Eichlinger)
- 1975–1977: Peter-Steuart-Heim in Ingolstadt (mit Zahn, Rausch und Zitzelsperger und Künstlerin Käte Krakow; verändert)
- 1984–1987: Sanierung der Ziegelbastei in Ingolstadt (mit Dietmar Lüling und Bauingenieur Johann Grad)
- 1985–1989: Sanierung des Cafés Paradeis, Marktplatz 9 in Eichstätt[7]
- 1986–1989: Restaurierung der Sebastianskirche in Ingolstadt

sowie undatiert
- Wilhelm-Ernst-Grundschule (mit Maler Knut Schnurer)
- Renovierung des Wasserschlosses Sandizell
- Renovierung der Burg Vohburg[8]
- Renovierung des Schlosses Schönbrunn bei Denkendorf
- Aussegnungshalle in Oberdolling
- Katholischer Kindergarten St. Christophorus in Friedrichshofen (mit Karl-Erwin Lutz)[9]
- Aussegnungshalle in Friedrichshofen
- Gebäude für das Rote Kreuz in Ingolstadt
- Wohnhaus Neuburger Straße 35 in Ingolstadt
- eigenes Wohnhaus Gabelsbergerstraße 6 in Ingolstadt (mit Maler Knut Schnurer; nicht erhalten)
- Haus Mistelstraße 5 in Mailing
- Wohn- und Atelierhaus Dollstraße in Ingolstadt

## Ehrungen
Folgende Bauwerke sind Baudenkmäler und sind im Bayerischen Landesamt für Denkmalpflege eingetragen:
- St. Augustin, Ingolstadt ist Baudenkmal von Ingolstadt[10]
- Herz Jesu Kirche, Ingolstadt ist Baudenkmal von Ingolstadt[11]